# Franci Žnidaršič
Franci Žnidaršič, slovenski obramboslovec, * 13. september 1958, Kompolje, FLR Jugoslavija. 
Bil je eden pomembnejših članov slovenske osamosvojitve. 
V času 8. vlade Republike Slovenije je bil državni sekretar na ministrstvu za obrambo.

## Odlikovanja in priznanja
- spominski znak Republiška koordinacija 1991[1]